# Evangelisches Konvikt Halle (Saale)
Koordinaten: 51° 28′ 35,9″ N, 11° 58′ 18,1″ O
Das Evangelische Konvikt Halle ist ein Studienkonvikt in den Franckeschen Stiftungen in Halle (Saale). Es entstand durch Zusammenlegung des Tholuckschen Konvikts mit dem Sprachenkonvikt. Der Standort in den Franckeschen Stiftungen steht in einer langen Tradition als Studentenunterkunft: bereits beim Bau 1715 wurden diese Räumlichkeiten Theologiestudenten zur Verfügung gestellt, die hier frei wohnen konnten und dafür die Kinder in den Schulen der Stiftungen zu unterrichten hatten.

## Vorgeschichte
Das Evangelische Konvikt vereint in sich die Geschichte und die Traditionen von drei Vorgängerkonvikten: dem Schlesischen Konvikt, dem Tholuckkonvikt und dem Sprachenkonvikt.

### Der Anfang: Das Schlesische Konvikt als erstes Konvikt in Halle (1866–1937; 2005–heute)

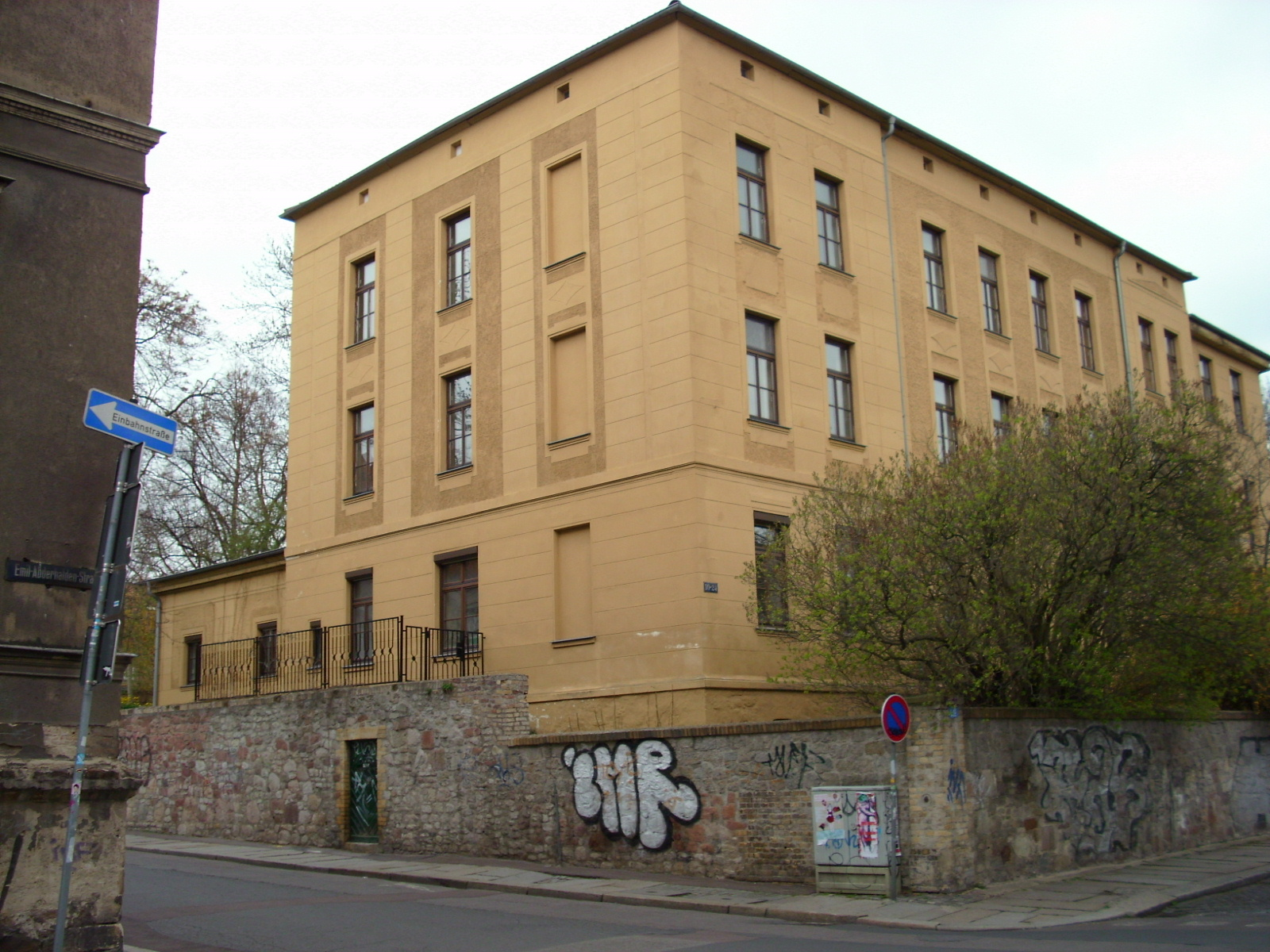
Das Schlesische Konvikt in der Emil-Abderhalden-Straße 10

1866 wurde das Schlesische Konvikt in der Wilhelmstraße 10 (heute Emil-Abderhalden-Straße) unter Beirat des Theologen August Tholuck gegründet. Das Konvikt sollte nach dem Willen seines Stifters Graf Karl Philipp von Harrach der Unterstützung von Theologiestudenten aus Schlesien, Harrachs Heimat, dienen. Tholuck übernahm das Ephorat des Schlesischen Konvikts von 1869 bis zu seinem Tod 1877. Gründungsinspektor des Konvikts war der zuvor in Bonn lehrende Theologe Martin Kähler (1835–1912). Mit Beginn der nationalsozialistischen Herrschaft in Deutschland waren die halleschen Konvikte in ihrem Fortbestand bedroht (trotz ihrer juristischen Unabhängigkeit von Kirche, Universität und Staat). So versuchte beispielsweise die Deutsche Studentenschaft, eine Umwandlung der Konvikte in Kameradschaftshäuser zu erreichen – ein Vorhaben, das letztlich nur beim Konvikt des Akademischen Auslandsdienstes und beim Sprachenkonvikt realisiert wurde. Das vorläufige Ende des Schlesischen Konvikts wurde durch einen Streit um Reinhard Ring, den damaligen Inspektor des Tholuckkonvikts, eingeleitet. Ring war Mitglied der Bekennenden Kirche und wurde kurzzeitig von seinem Amt suspendiert, weil er in einem Brief die Theologiestudenten kritisch über einen Erlass des Reichswissenschaftsministeriums informierte. Nach einigen teilweise unrechtmäßig erfolgten Umbesetzungen im Kuratorium und daraus resultierenden Konflikten zwischen den verschiedensten Gremien sprach das Reichswissenschaftsministerium am 2. April 1937 dem Rektor der Martin-Luther-Universität Halle-Wittenberg die Ermächtigung zur Schließung des Tholuck- sowie des Schlesischen Konvikts aus; ihre Umsetzung erfolgte am 4. Juni 1937. Die Konviktualitas des Schlesischen Konvikts wurde mit der des Tholuckkonvikts zusammengelegt, dessen Schließung am 28. Oktober 1937 aufgehoben wurde. Das Gebäude des Schlesischen Konvikts wurde am 1. Oktober 1938 als Unterrichts- und Wohnhaus an die Evangelische Kirchenmusikschule Halle vermietet. Hieran änderte sich auch 1946 nichts, als die ursprüngliche Rechtslage für das Schlesische und das Tholuckkonvikt wiederhergestellt wurde. Seit dem Jahr 2005 und dem vier Jahre zuvor erfolgten Umzug der Kirchenmusikschule wird das Gebäude wieder als Konvikt benutzt: die Stiftung Schlesisches Konvikt ist dafür verantwortlich, dass Studenten der Kirchenmusik, der Theologie und anderer Fachrichtungen ein christlich-evangelisches Wohnheim finden.

### Tholuckkonvikt (1871–1997)
Schon 1839 äußerte Tholuck gegenüber seiner zweiten Frau Mathilde den Wunsch, ein „Studenten-Convict“ in der Mittelstraße zu eröffnen. Wegen mangelnder finanzieller Mittel konnte dieser Wunsch zu diesem Zeitpunkt nicht erfüllt werden.

#### Das erste Haus in der Mittelstraße

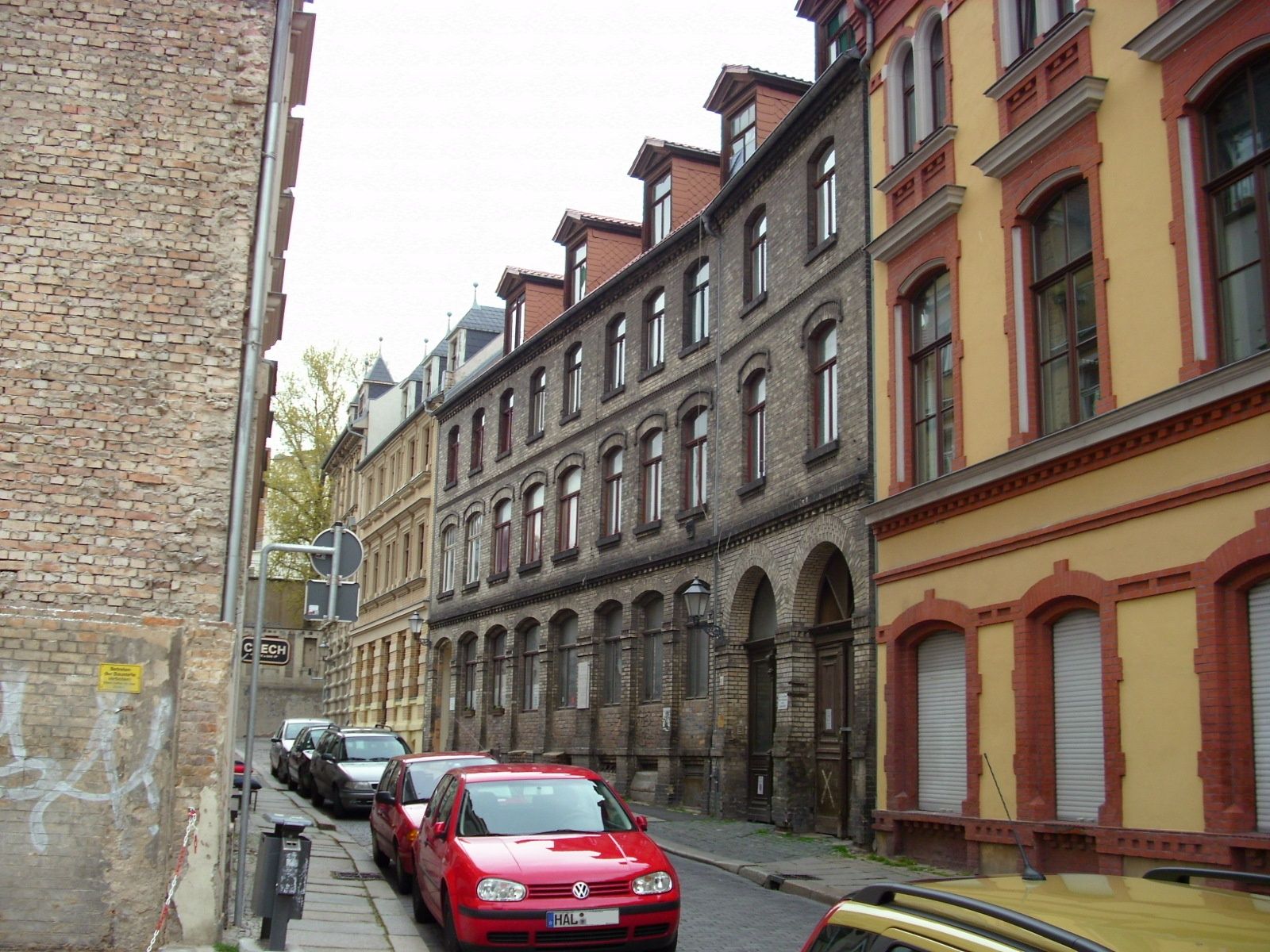
Erster Standort des Tholuckkonvikts

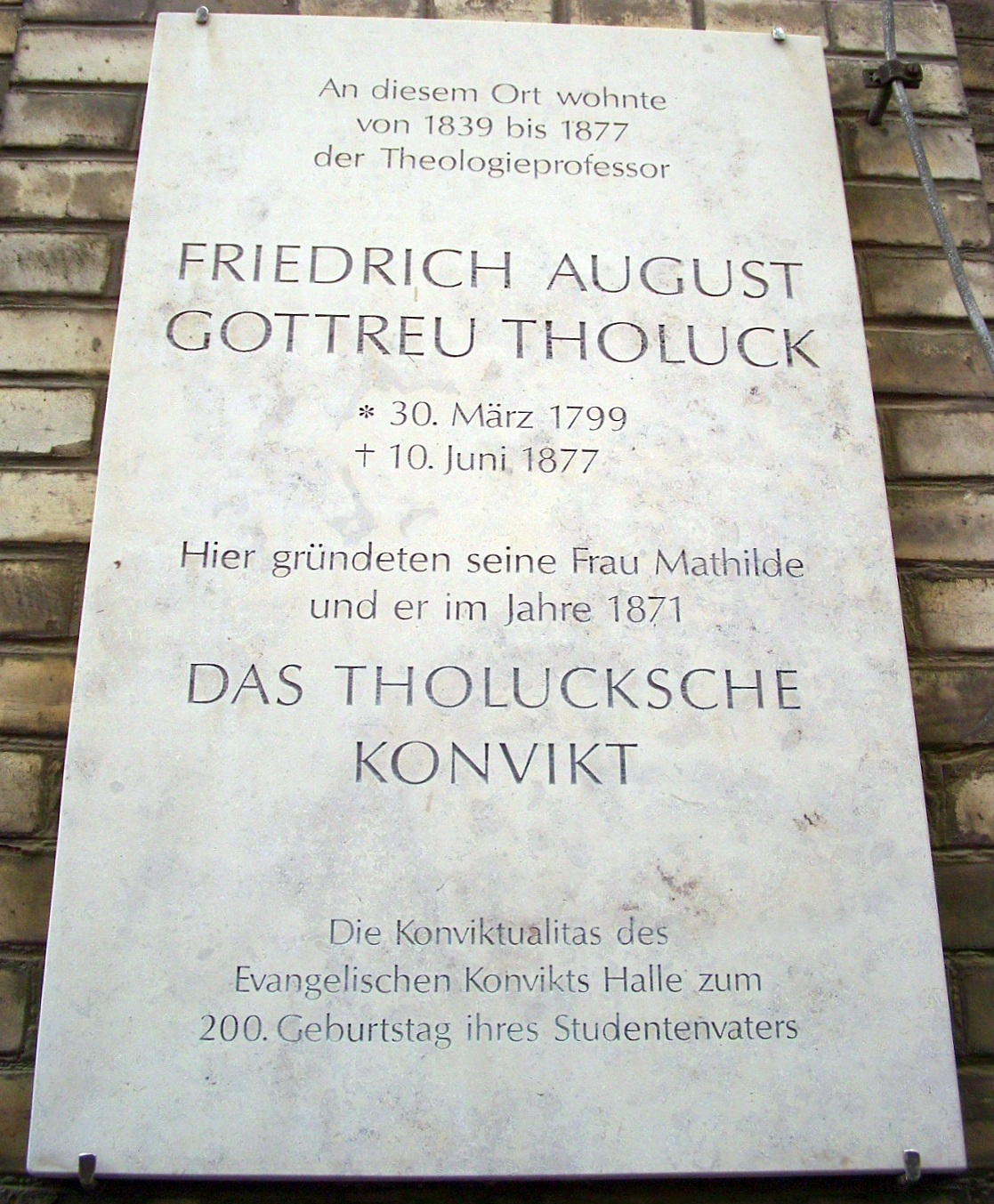
Gedenktafel zur Erinnerung an Friedrich August Gottreu Tholuck am heutigen Haus in der Mittelstraße

1870, zum fünfzigjährigen Jubiläum der Ernennung Tholucks zum Lizentiaten der Theologie, wurde ihm eine Stiftung von 4000 Talern überreicht. Dieses Geld war jedoch für ein Universitätsstipendium gesammelt worden und konnte somit nicht für die Realisierung eines Konvikts verwendet werden. Seine Frau Mathilde griff jedoch die Idee wieder auf und konnte mit Hilfe eines Freundes den Kauf eines Nachbarhauses finanzieren. Nach einer Umbauphase war das Tholuckkonvikt in der Mittelstraße im Oktober 1871 bezugsfertig. Ein Jahr nach Tholucks Tod 1877 wurde das bis dahin private Konvikt in eine öffentliche Stiftung umgewandelt und erhielt ein Statut, das es eng mit dem Schlesischen Konvikt verband. Martin Kähler wurde Ephorus im Tholuckkonvikt und übernahm im Jahr 1888 auch das Ephorat des Schlesischen Konvikts. Die Personalunion im Ephorenamt wurde auch von Kählers Nachfolgern beibehalten und endete erst mit der Schließung des Schlesischen Konvikts im Jahr 1937.

#### Umzug in ein neues Haus

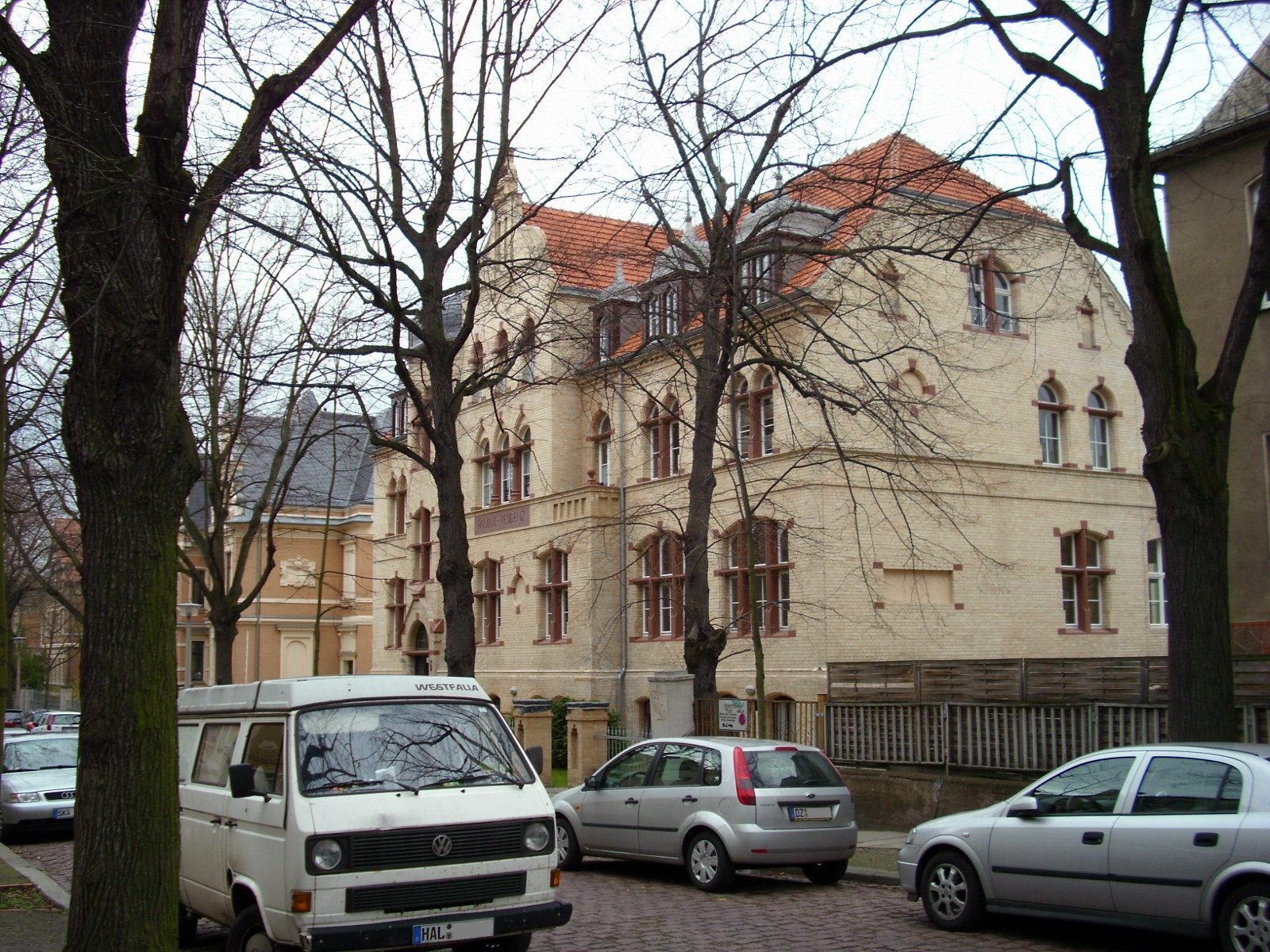
Zweiter Standort des Tholuckkonvikts

Nach Mathilde Tholucks Tod im Jahr 1894 reichte das Stiftungsvermögen nicht mehr aus, um in den Gebäuden in der Mittelstraße zu bleiben. Durch den Verkauf der Grundstücke wurde jedoch ein so hoher Gewinn erzielt, dass in der Kronprinzenstraße 8 (heute Herweghstraße) ein Neubau finanziert werden konnte. Im Oktober 1899 zog das Tholuckkonvikt in dieses Haus ein. Da eine enge personale Verzahnung mit dem Schlesischen Konvikt bestand, war das Tholuckkonvikt in der Zeit des Nationalsozialismus ebenfalls Gegenstand des Streits, der schließlich zum Ende des Schlesischen Konvikts führte. Am 13. Oktober 1937 wurden sowohl das Tholuck- als auch das Schlesische Konvikt gleichgeschaltet und im Gebäude in der heutigen Herweghstraße untergebracht. Das Tholuckkonvikt blieb somit zwar bestehen, wurde nun aber von einem Kuratorium geführt, das von staatlichen Organen kontrolliert wurde und nur noch aus drei Personen bestand. Seit Beginn des Kriegs 1939 trat dieses Kuratorium jedoch nicht mehr zusammen: zwei der Mitglieder dienten als Soldaten, so dass ihre Ämter vertretungsweise von Gerhard Heinzelmann wahrgenommen wurden.

#### Erneuter Umzug

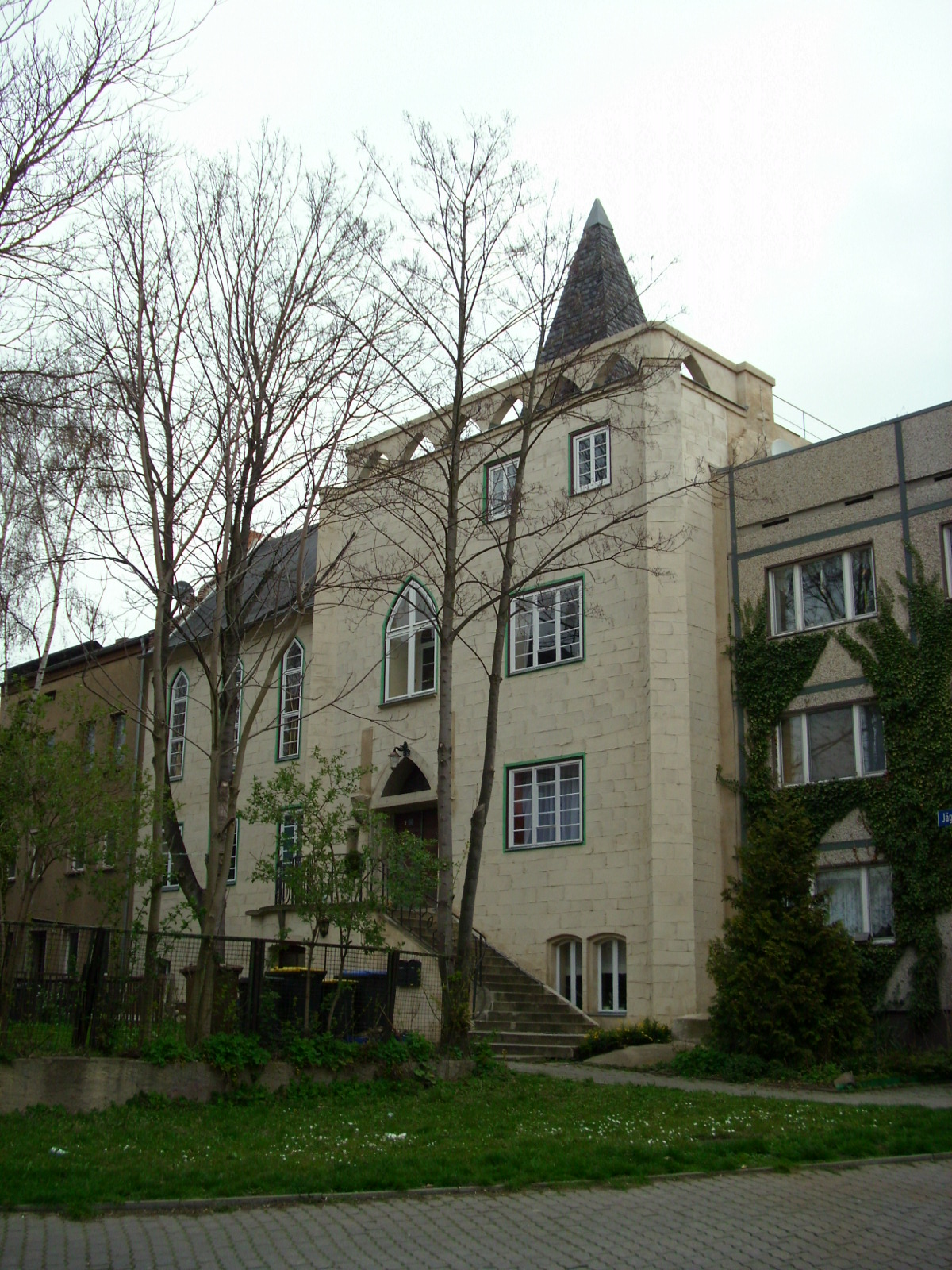
Dritter Standort des Tholuckkonvikts

Nach Kriegsende 1945 beschlagnahmte die russische Militärverwaltung das Konviktsgebäude, so dass die Stiftung nur noch Einnahmen aus dem Mietvertrag mit der Evangelischen Kirchenmusikschule zu verzeichnen hatte. Zwar verließen die russischen Truppen zwei Jahre später wieder das Gebäude, aber der bauliche Zustand ließ eine sofortige Wiederbenutzung nicht zu. Jedoch war nicht nur die Stiftung Tholuckkonvikt an einer Wiederbenutzung interessiert; auch das Sprachenkonvikt sowie die staatlichen Stellen interessierten sich für das Gebäude. Aus nicht näher bekannten Gründen bot Ephorus Julius Schniewind an, das Gebäude in der Herweghstraße pachtweise der Landesregierung zu überlassen, sofern der Stiftung im Umkehrschluss ein anderes, für Konviktszwecke geeignetes Gebäude zur Verfügung gestellt wird. Das ehemalige Haus der Studentenverbindung „Germania“ am Jägerplatz wurde als adäquat angesehen, so dass nach einigen weiteren Verhandlungen – an deren Ende nicht die Verpachtung, sondern die Vermietung des Gebäudes in der Herweghstraße stand – 1948 der Mietvertrag unterschrieben werden konnte. Nach einigen Modernisierungsmaßnahmen konnte am 26. November 1949 das Tholuckkonvikt wiedereröffnet werden. Dennoch schob die Stiftung Jahr für Jahr eine unverhältnismäßig hohe finanzielle Belastung vor sich her: da die beiden ehemaligen und sich nach wie vor zum Vermögen der Stiftung gehörenden ehemaligen Konviktsgebäude nur vermietet waren, hatte die Stiftung auch für Reparaturen an diesen Gebäuden aufzukommen. Erste Pläne, die ehemaligen Gebäude zu verkaufen, gab es bereits in den fünfziger Jahren, aber erst 1974 konnte eine finanzielle Entlastung realisiert werden: der Mietvertrag mit der Evangelischen Kirchenmusikschule wurde in einen Nutzungsvertrag umgewandelt, während das Gebäude in der Herweghstraße an die Martin-Luther-Universität Halle-Wittenberg verkauft werden konnte. Der Versuch, das Gebäude am Jägerplatz zu erwerben, scheiterte jedoch. In diesen Jahren, von 1972 bis 1991, stand Friedrich de Boor dem Konvikt als Ephorus vor. Nach der Wiedervereinigung im Jahr 1990 meldete die Studentenverbindung „Germania“ als Vorbesitzer des Gebäudes Interesse an einer Rückkehr an ihren ehemaligen Standort an; in einem Brief kündigte die Verbindung an, dass die Konviktualen zwar weiterhin im Haus wohnen bleiben könnten, die Neuvergabe der Zimmer jedoch durch die Verbindung geregelt werde. Ein Verbleib am Jägerplatz erschien dem Kuratorium als unsicher, so dass beschlossen wurde, einen neuen Standort zu finden. Im Zusammenhang der Vereinigung mit dem Sprachenkonvikt im Jahr 1997 wechselte das Tholuckkonvikt schließlich in das direkt neben dem Sprachenkonvikt liegende Haus 9 in den Franckeschen Stiftungen.
| Liste der Ephoren im Tholuck-Konvikt (1869–1998) |
| --- |
| - 1872–1912: Martin Kähler - 1912–1929: Wilhelm Lütgert - 1929–1937: Gerhard Heinzelmann - 1937: Julius Schniewind (Im Jahre 1937 erfolgte die Schließung des Tholuck- und des Schlesischen Konvikts und die Wiedereröffnung in den Räumen des Tholuck-Konviktes.) - 1937–1945: Paul Keyser - 1945–1948: Julius Schniewind (Im Jahre 1945 erfolgte erneut die Schließung des Tholuck-Konviktes; erst im Jahre 1949 konnte es an neuem Ort eröffnet werden.) - 1948–1951: Gerhard Heinzelmann - 1953–1954: Martin Doerne - 1954–1972: Erdmann Schott - 1972–1991: Friedrich de Boor - 1991–1994: Michael Beintker - 1994–1998: Ulrich Barth |

### Sprachenkonvikt (1929–1997)
Die dritte Traditionslinie des Evangelischen Konvikts ist das Sprachenkonvikt in den Franckeschen Stiftungen. 1929 wurde hier – auch in der Tradition des Tholuckschen und des Schlesischen Konvikts – ein neues Wohnhaus für Theologiestudenten eingerichtet.

#### Die Gründung im „Langen Haus“ der Franckeschen Stiftungen

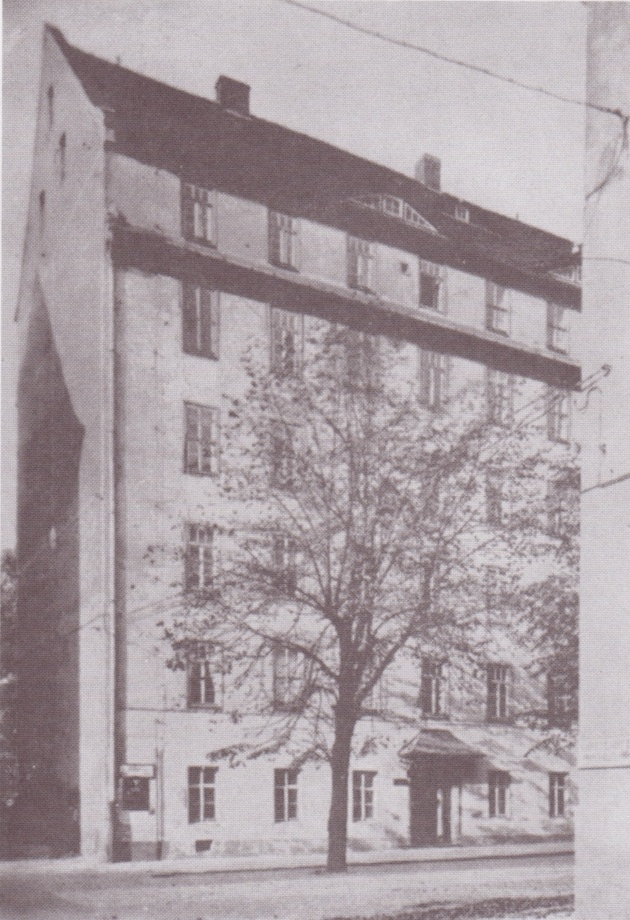
Das Sprachenkonvikt in den Franckeschen Stiftungen im Jahr 1938

Zur Gründung eines Sprachenkonvikts im Jahr 1929 kam es nicht zuletzt dadurch, dass die wenigsten Schüler dieser Zeit Latein oder Griechisch gelernt hatten, so dass sie diese Sprachen zu Beginn ihres Studiums erlernen mussten. Da zu dieser Zeit ein solcher Unterricht an den Universitäten nicht angeboten wurde, musste man nach anderen geeigneten Wegen suchen.
Auf Betreiben der Theologen Erich Klostermann und Georg Wehrung wurde ein Konvikt gegründet, dem die Aufgabe übertragen wurde, nicht nur Wohnung für Studenten zu sein, sondern sich auch besonders deren Ausbildung in den alten Sprachen am Beginn des Studiums anzunehmen. Anders als bei den anderen Konvikten war aber keine Stiftung, sondern ein Verein Träger des Sprachenkonvikts. Klostermann wurde zum Sommersemester 1929 Ephorus des neuen Konvikts, was er auch bis 1938 blieb. Zum ersten Inspektor wurde sein Privatassistent Hans Besch bestimmt. Mit Rudolf Sellheim hatte das Sprachenkonvikt sogar einen eigenen Sprachlehrer. Dennoch hatte das Sprachenkonvikt seit seinem Bestehen finanzielle Schwierigkeiten, so dass Ephorus Klostermann nach der nationalsozialistischen Machtergreifung nur die Umwandlung des Sprachenkonvikts in eine Wohnkameradschaft als einzige Überlebensmöglichkeit des Konvikts sah. Zum Wintersemester 1934/1935 wurde das Sprachenkonvikt als Wohnkameradschaft anerkannt, verbunden mit der Auflage, im Haus einen Kameradschaftsführer anstelle des Seniors zu installieren sowie das Haus auch Studenten anderer Fakultäten als Wohnmöglichkeit zu öffnen. Die Konsequenz aus der Umwandlung sollte sich jedoch schon 1937 zeigen, als versucht wurde, das Sprachenkonvikt zu einem deutschchristlichen Gegenstück des Tholuck- und des Schlesischen Konvikts aufzubauen; so konnte der Dekan der Theologischen Fakultät eine Umwandlung der kirchlichen Stipendien in Konviktsfreiplätze erreichen und diese Freiplätze der deutschchristlichen Theologischen Fachschaft überlassen. Der Zweite Weltkrieg ging am Sprachenkonvikt weitgehend spurlos vorüber. Im Jahr 1946 jedoch wurde der Gebäudebestand der Franckeschen Stiftungen an die Universität übertragen – eine Entscheidung, durch die de facto auch das Sprachenkonvikt sein Bleiberecht auf dem Stiftungsgelände verlor. Nach einem langwierigen juristischen Tauziehen mit diversen staatlichen Behörden wurde das Sprachenkonvikt seit dem Jahr 1953 in den Franckeschen Stiftungen stillschweigend geduldet. 1950 wurde der Verein Sprachenkonvikt als Träger des Hauses aufgelöst. Um den Fortbestand des Sprachenkonviktes zu sichern, bemühte sich der Kuratoriumsvorsitzende Anton Werther, das Konsistorium der Kirchenprovinz Sachsen als neuen Träger zu gewinnen. Das Konsistorium stimmte diesem Ansinnen nach einigem Zögern erst im Jahr 1952 zu.
| Liste der Ephoren des Sprachenkonviktes (1929–1997) |
| --- |
| - 1929–1938: Erich Klostermann - 1938–1950: Erich Fascher - 1950–1951: Anton Werther, Stadtsuperintendent - 1952–1971: Gerhard Delling - 1971–1997: Traugott Holtz |

#### Kurzzeitiges Übergangsquartier bei der Stadtmission

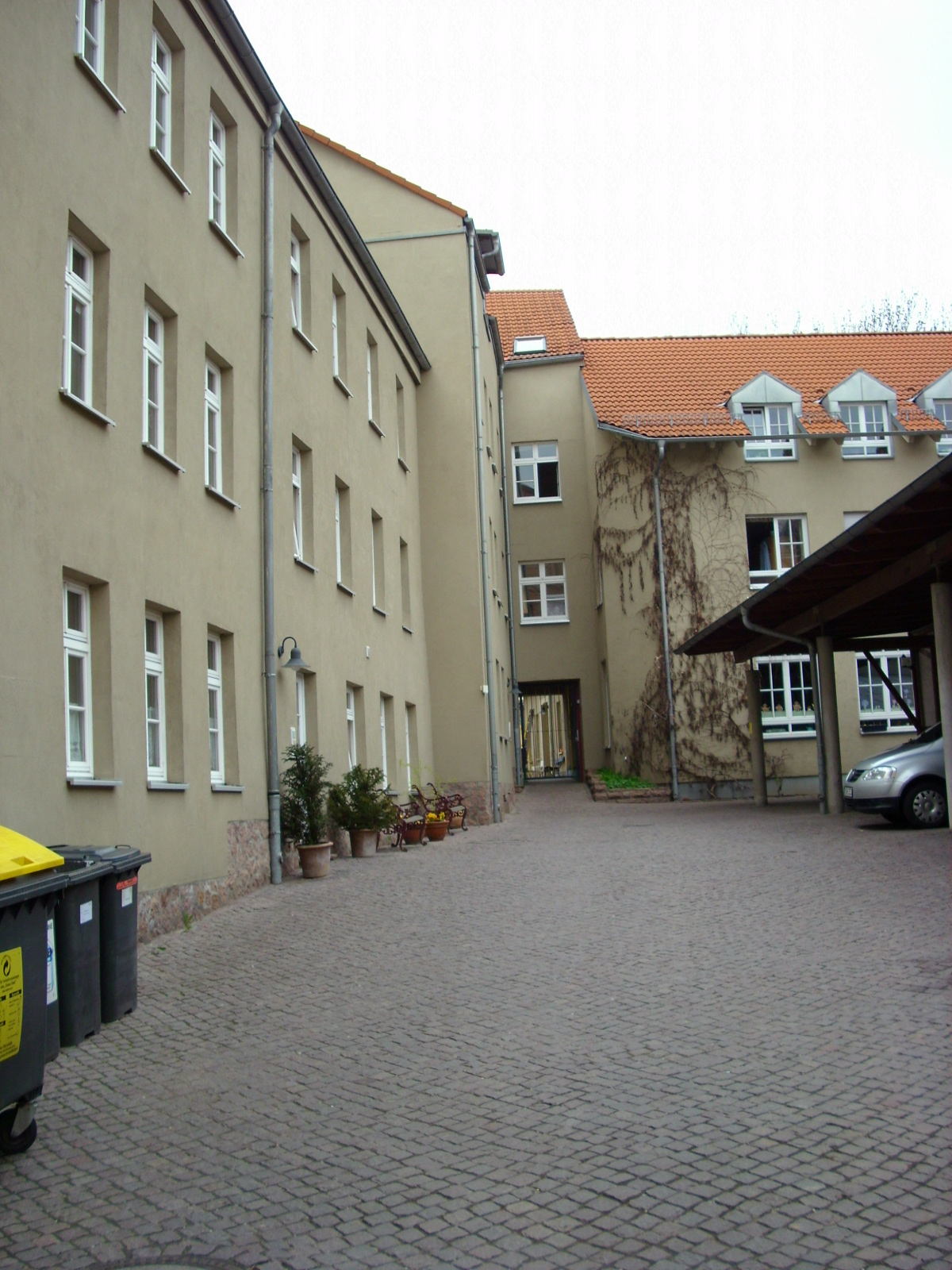
Übergangsquartier des Sprachenkonvikts

Zwar konnte das Sprachenkonvikt an seinem angestammten Platz verbleiben, hatte aber aufgrund seines nur geduldeten Status dementsprechende Konsequenzen zu tragen: die Universität als neuer Besitzer des Stiftungsgeländes übernahm nur die notwendigsten Reparaturen, so dass sich die Bausubstanz des Sprachenkonvikts im Lauf der Zeit immer weiter verschlechterte. Es wurde zwar über einen Umzug des Sprachenkonvikts nachgedacht, die Pläne jedoch aus verschiedenen Gründen nicht weiter verfolgt. Nach der deutschen Wiedervereinigung war das Sprachenkonvikt ebenso wie der Großteil des Gebäudebestands der Franckeschen Stiftungen stark sanierungsbedürftig. Da sich die Universität unmittelbar nach der Wiederherstellung der Stiftungen als Rechtspersönlichkeit von ihren Reparaturverpflichtungen entbunden sah und der Gebäudebestand erst drei Jahre später an die Stiftungen übertragen werden konnte, verzögerten sich die dringend notwendigen Ausbesserungen weiter. 1994 konnte mit der Rekonstruktion und Neugestaltung des Hauses begonnen werden, was allerdings eine Umsiedlung des Sprachenkonvikts nötig machte. Die Stadtmission Halle bot in dieser Zeit in ihren Räumen am Weidenplan Unterkunftsmöglichkeiten für zwanzig Studenten. Während des „Exils“ des Sprachenkonvikts wurde 1995 ein Vertrag zwischen den Franckeschen Stiftungen, der Kirchenprovinz Sachsen und dem Studentenwerk Halle geschlossen, der die Errichtung und den gemeinsamen Betrieb des Evangelischen Konvikts Halle zum Ziel hatte. Nach dreijähriger Sanierung konnte das Sprachenkonvikt im November 1997 wieder an seinen alten Platz im Haus 8 der Franckeschen Stiftungen zurückkehren; das angrenzende Haus 9 wurde dem Tholuckkonvikt zur Verfügung gestellt, so dass es nunmehr Platz für 72 Studenten gab.

## Evangelisches Konvikt (seit 1997)

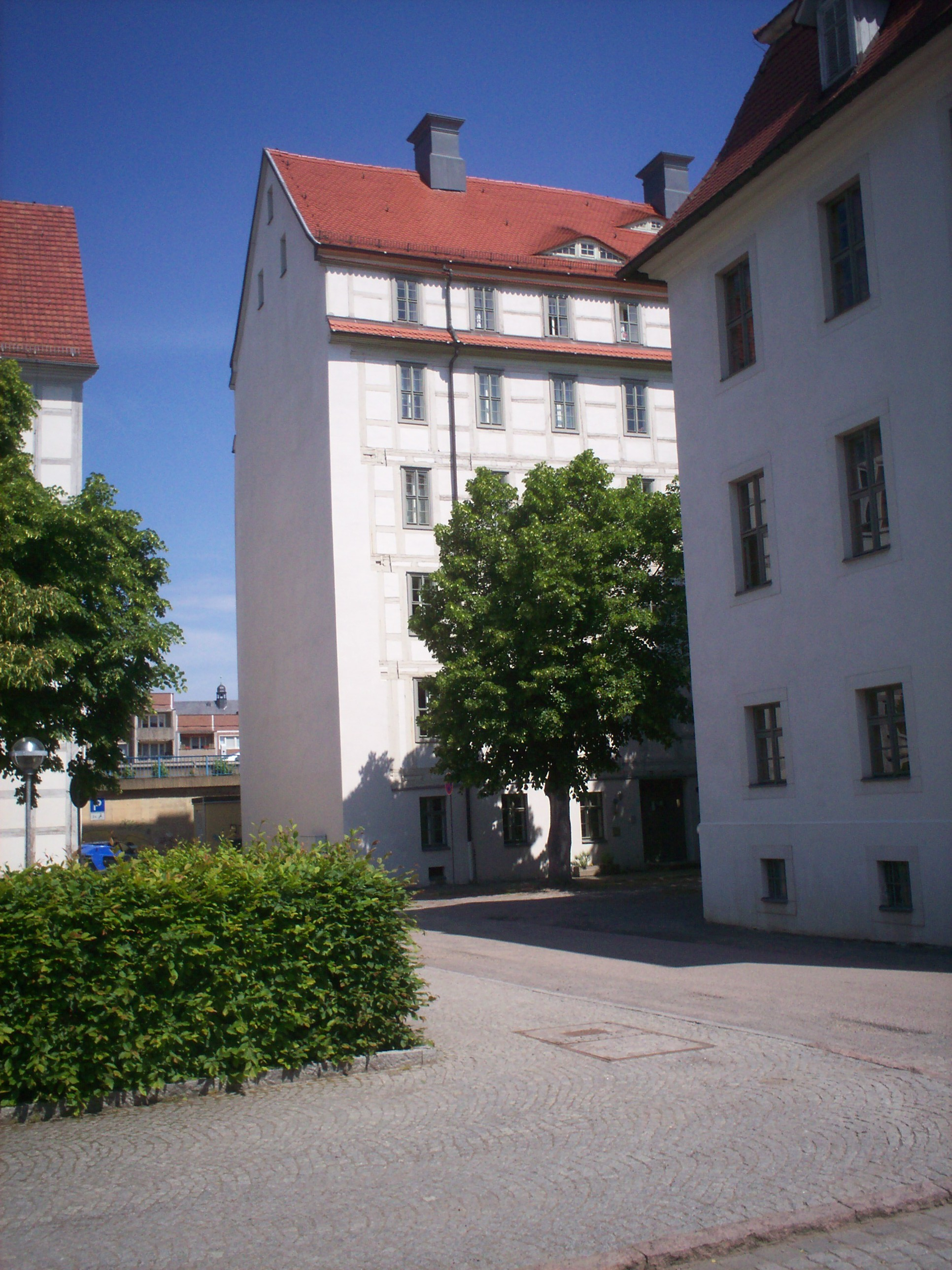
Das Evangelische Konvikt in den Franckeschen Stiftungen im Jahr 2009

### Die neuere Geschichte
Bei der Vereinigung von Sprachenkonvikt und Tholuckkonvikt 1997 wurde Hermann von Lips zum Ephorus und Pfarrer Michael Lehmann zum Inspektor berufen; Lehmann war zuvor Inspektor des Sprachenkonvikts (seit 1991). 1999 übernahm Pfarrerin Irene Schiefke-Taatz bis zum Herbst 2005 den Posten der Inspektora. Ihr Nachfolger wurde im Oktober 2005 – damals noch nebenamtlich – Daniel Cyranka. Bis zu seiner hauptamtlichen Anstellung im April 2006 zeichnete Roswitha Förster als geschäftsführende Repetentin verantwortlich. Mit der Amtsübernahme durch Daniel Cyranka wurde auch wieder eine engere Verbindung zur Theologischen Fakultät der Martin-Luther-Universität hergestellt, da er dort gleichzeitig als Hochschullehrer tätig ist. Im Herbst 2008 gab Hermann von Lips das Amt des Ephorus nach seiner Emeritierung ab, und Professor Hermann Goltz wurde zu seinem Nachfolger berufen. Im Sommersemester 2008 wurde das zehnjährige Bestehen des Evangelischen Konvikts im Rahmen des jährlichen Konviktsfestes gefeiert. Durch die Fusion der beiden Landeskirchen Kirchenprovinz Sachsen und Evangelisch-Lutherische Kirche in Thüringen zur Evangelischen Kirche in Mitteldeutschland (EKM) im Januar 2009 wird das Konvikt durch die EKM finanziell gefördert. Aufgrund des Stiftungsrechtes bleibt der Name „Studienhaus der Kirchenprovinz Sachsen“ erhalten. Nach dem Tod von Hermann Goltz am 9. Dezember 2010 übernahm zum Sommersemester 2011 Professor Jörg Ulrich das Ephorenamt. Von September 2012 bis 2018 war Pfarrer Kay Weißflog Inspektor. Er war zugleich an der Theologischen Fakultät als wissenschaftlicher Mitarbeiter im Fach Altes Testament beschäftigt.

### Das Leben im Konvikt heute
Nach einigen Umbaumaßnahmen bietet das Evangelische Konvikt derzeit 71 Studenten der Theologie und anderer Fächer einen Platz zum Wohnen und Arbeiten. Regelmäßig finden während der Vorlesungszeit werktäglich Andachten zu verschiedenen Zeiten in der St.-Georgs-Kapelle statt sowie Hausgottesdienste zu Beginn und Abschluss des Semesters. Darüber hinaus finden die Konviktualen (Bewohner) in der Tradition der halleschen Konvikte Unterstützung beim Studium wie auch eigene Bildungsangebote. Die Bibliothek im Konvikt hat derzeit einen Bestand von ca. 10.000 Büchern. In jedem Semester gibt es ein Konviktsprogramm mit verschiedenen Übungen; so finden sich neben den „klassischen“ Sprachübungen auch Übungen wie „Andachtsgestaltung für Nicht-Theologen“, ein Gitarrenkurs oder „Konvikt kulinarisch“. Im Sommersemester steht zu Himmelfahrt traditionell ein Ausflug zum Petersberg auf dem Plan, wo nach dem Besuch des Gottesdienstes ein Picknick stattfindet. Im Wintersemester besteht die Möglichkeit, an einer Konviktsfahrt teilzunehmen; die Fahrt erstreckt sich über den Zeitraum eines Wochenendes und hat unterschiedliche Orte zum Ziel. Neben dem bereits erwähnten Konviktsfest, das in jedem Sommersemester stattfindet, gibt es im Wintersemester den Hausmusikabend sowie die Feuerzangenbowle. Tradition haben auch die Streiche zwischen den Konvikten: hierbei geht es darum, Gegenstände aus einem anderen Konvikt zu erbeuten und eine Bedingung zur Herausgabe der Beute (meistens in Form eines gemeinsamen Grillabends) zu erfüllen. Das „Wohnzimma“ ist ein Aufenthaltsraum für die Bewohner und wird für verschiedene Hausübungen und freie Abende genutzt.
| Liste der Ephoren im Evangelischen Konvikt (1997–heute)                                                   |
| --- |
| - 1997–2008: Hermann von Lips - 2008–2010: Hermann Goltz - 2011–2024: Jörg Ulrich - seit 2024: Dirk Evers |

| Liste der Senioren im Evangelischen Konvikt (2004–heute) |
| --- |

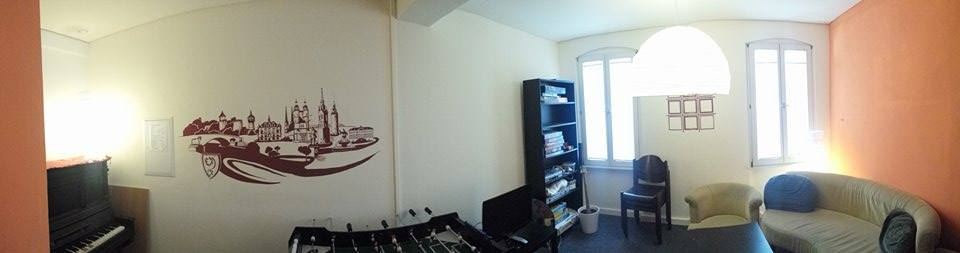
Ansicht des Wohnzimmas

| - Wintersemester 2003/2004: Sophie Geißler - Sommersemester 2004: Kathleen Schnecke - Wintersemester 2004/2005: Cornelia Ketter - Sommersemester 2005: Michaela Jecht - Wintersemester 2005/2006: Matthias Müller - Sommersemester 2006: Martin Hesse - Wintersemester 2006/2007: Stefan Richter - Sommersemester 2007: Stefanie Köller - Wintersemester 2007/08: Theresia Schreiber - Sommersemester 2008: Denny Mattern - Wintersemester 2008/09: Tobias Neumeister - Sommersemester 2009: Sarah Wetterau - Wintersemester 2009/10: Martin Mücke - Sommersemester 2010: Christoph Stewig - Wintersemester 2010/11: Lars Fiedler - Sommersemester 2011: Christoph Harendt - Wintersemester 2011/12: Marlen Ködelpeter - Sommersemester 2012: Ulrike Freihofer - Wintersemester 2012/13: Nadja Thiel - Sommersemester 2013: Katharina Lüder - Wintersemester 2013/14: Annika Johansson - Sommersemester 2014: Jenny Beck - Wintersemester 2014/15: Martin Schlorke - Sommersemester 2015: Jakob Simon - Wintersemester 2015/16: Claudia Renner - Sommersemester 2016: Florian Bühnemann - Wintersemester 2016/17: Patrizia Reimann - Sommersemester 2017: Sascha Ebner - Wintersemester 2017/2018: Thomas Marcak - Sommersemester 2018: Anneliese Feilcke - Wintersemester 2018/19: Luisa Imhof - Sommersemester 2019: Swaantje Tantzen - Wintersemester 2019/20: Esther Holtschulte - Sommersemester 2020: Hannes Stintmann - Wintersemester 2020/21: Theresa Simon - Sommersemester 2021: Lea Luther - Wintersemester 2021/22: Greetje Tantzen - Sommersemester 2022: Theresa Böttger - Wintersemester 2022/23: Frieder Konstabel - Sommersemester 2023: Greetje Tantzen - Wintersemester 2023/24: Vincent Brilling - Sommersemester 2024: Friederike Meinhold - Wintersemester 2024/25: Hannes Stintmann - Sommersemester 2025: Almut Renken |